# Auguste Marie (psychiatre)
Pour les articles homonymes, voir Auguste Marie (homonymie).
Auguste Marie, né le 16 février 1865 et mort le 19 juillet 1934 est un psychiatre connu pour avoir fondé la colonie familiale de Dun-sur-Auron, pour ses études et expositions des productions artistiques de patients psychiatriques et pour avoir été maire de la commune d'Orly.

## Biographie

### Jeunesse et formation
Auguste Marie naît sous le nom d'Armand Victor Auguste Marie à Voiron le 16 février 1865, il est le fils d'Auguste-André Marie, professeur de musique, et de sa femme Joséphine Girod.
Il mène de front des études de médecine et de droit. En 1885, il est lauréat de l'internat des hôpitaux de Grenoble et obtient la même distinction à Paris.
Dès le début de sa carrière, Auguste Marie, dessinateur lui-même, commence à s'intéresser aux production artistiques de patients psychiatriques et à les collectionner.
À la fin des années 1880, il est interne dans le service du docteur Gustave Bouchereau à l'hôpital Sainte-Anne. À la demande de Bouchereau, il entreprend un voyage en Écosse afin d'étudier les systèmes de soin en milieu ouvert déjà existant dans ce pays depuis les années 1830 grâce aux travaux de Robert Gardiner Hill et John Conolly.

### La colonie de Dun-sur-Auron
À la suite de son voyage en Écosse, Auguste Marie est chargé par le département de la Seine de fonder une « colonie familiale », inspirée des pratiques écossaises et de l'exemple de Geel, ville de Belgique où une forme d'accueil familial des malades mentaux existe depuis le moyen-âge.
La colonie familiale est conçue comme une structure d'accueil dans des familles, permettant à des patientes réputées « tranquilles » de vivre en dehors des asiles, dans des meilleures conditions de vie et avec une liberté accrue d'aller et venir.
Outre l'amélioration des conditions de vie et de la santé mentale des patientes, le but est aussi de réduire le coût de leur prise en charge par les autorités publiques.
Le lieu choisi par un employé du département de la Seine est Dun-sur-Auron dans le département du Cher, à 272 km de Paris.
Auguste Marie fonde la colonie familiale et participe à la sélection du contingent de premières malades envoyées sur place pour expérimenter le nouveau système.
Il s'établit lui-même à Dun, avec ses parents, et devient le premier médecin-directeur de la nouvelle colonie familiale, qu'il dirige durant les huit premières années de son existence.
En 1898, il fait une communication sur le succès de l'assistance familiale et l'année suivante, une annexe de la colonie familiale est fondée à Ainay-le-Château, pour accueillir les patients de sexe masculin dans des conditions similaires.
C'est également à Dun qu'Auguste Marie épouse sa femme, Daria Mirvoda, fille d'un juriste russe, rencontrée lors d'un congrès et que naît sa fille Irène,.

### Médecin à Villejuif
À partir de 1900, Auguste Marie est médecin à l'asile de Villejuif, où il dirige la section des hommes, à la suite de Charles Vallon.
Dans le cadre de ses fonctions, Auguste Marie est soucieux de permettre à ses malades de développer ou de reprendre des activités, souvent artisanales ou artistiques. Il développe à cette période l'idée d'un musée qui exposerait les œuvres de patients psychiatriques,, qu'il présente dans son article Le musée de la folie de 1905. Il aménage des espaces de présentations de ces collections dans les combles de l'hôpital, enrichis et entretenus par les patients, mais ce musée n'est pas ouvert au public,.
Pour Marie, le but d'une telle collection et d'une telle présentation est d'une part de ramener ses malades à des activités rationnelles et d'autre part de mettre l'emphase sur le caractère parfois arbitraire de la barrière entre les « fous » et le reste de l'humanité, rappelant que la différence est une différence de degré et non de nature et s'opposant en cela, à la vision de Cesare Lombroso sur la créativité.
En 1908 un homme se présente à son logement de fonction, un pavillon situé dans l'enceinte de l'asile et tente de l'assassiner avec un pistolet. Marie est atteint mais ne reçoit que des blessures superficielles.
Il relate cette expérience quelques années plus tard en 1911, après l'assassinat de son confrère Aimé Guinard dans des circonstances similaires, expliquant dans un article les risques qui pèsent sur les médecins-aliénistes, et présentant des assortiments d'objets utilisés par les malades mentaux pour s'évader ou tuer le personnel qui les soigne ou les garde.

### Première Guerre Mondiale
En 1914, bien que dégagé de toute obligation militaire, il est engagé volontaire à 49 ans, dans un régiment du Cher. Il devient médecin-major pour le 95e régiment d'infanterie mais son service est bref : le 26 septembre il est blessé à la tête et doit être évacué du front.
Il passe le reste de la guerre à servir comme médecin militaire, d'abord à l'hôpital des alliés du boulevard Arago à Paris, puis au laboratoire de l'armée de 1916 à 1918.

### Sainte-Anne
Après la guerre, Marie revient quelques années à son poste de Villejuif, mais il est nommé en 1920 à l'hôpital Sainte-Anne, d'abord comme médecin chef des consultations externes, puis à la division des hommes en 1921.
Il est le premier en France à expérimenter la malariathérapie, une méthode de guérison de la neurosyphilis consistant à inoculer le paludisme aux malades inventée par le médecin autrichien Julius Wagner-Jauregg, et crée au sein de l'hôpital un centre dédié à cette thérapie, le centre d'impaludation en 1923.
À partir de 1926, il dirige le service des admissions à Sainte-Anne.
En 1927, avec le concours d'une riche bienfaitrice, la marquise de Ludre-Frolois, Auguste Marie parvient à mener au bout son projet de musée de l'« art des fous » avec une première exposition à la galerie Vavin-Raspail,.
Deux ans plus tard, avec l'« Exposition des artistes malades du cerveau » à la galerie Max Bine, il fait à nouveau montrer des œuvres réalisées par des patients psychiatriques, issues des collections de la marquise, des siennes, mais aussi d'autres médecins, tels que Joseph Rogues de Fursac.
Certaines des œuvres présentées sont acquises par d'autres collectionneurs, notamment André Breton,,.
Marie prend sa retraite des hôpitaux en 1929.

### Mairie d'Orly
Auguste Marie est élu maire d'Orly en 1920. Hygiéniste, membre de la ligue nationale contre le taudis et du parti républicain-socialiste, il se préoccupe de l'électrification et de l'installation de l'eau courante sur le territoire de la commune, et participe à la fondation de la cité-jardin à partir de 1927. Il est également élu au conseil général de la Seine à partir de 1929, et étend ses efforts à l'ensemble du canton.
Il fonde également à Orly une maison de santé dans le château de Grignon.
Auguste Marie meurt le 29 juillet 1934.

## Postérité
Après sa mort, la collection d'art d'Auguste Marie est divisée. Grâce à Jean Dubuffet, une grande partie en est donnée en 1966 à la Collection de l'art brut, de Lausanne. Une autre partie a désormais intégré le Musée d'Art et d'Histoire de l'hôpital Sainte-Anne.

## Ouvrages
- L'assistance des aliénés en Écosse, 1892
- La Démence, 1906
- Mysticisme et folie : étude de psychologie normale et pathologique comparées, 1907
- Traité International de Psychologie pathologique et de thérapeutique des maladies mentales en 3 tomes, 1910, 1911, 1912, Alcan
- La Réforme de l'assistance aux aliénés, 1928